# Lingshi
Lingshi, tidigare romaniserat Lingshih, är ett härad som lyder under Jinzhongs stad på prefekturnivå i Shanxi-provinsen i norra Kina.
Orten är känd för sitt rika bestånd av historisk arkitektur.

## Klimat
Lingshi har en årsmedeltemperatur på cirka 10 grader Celsius. Somrarna är varma och fuktiga medan vintrarna är kalla och torra. På ett år regnar det ungefär 650 mm.

## Källa
1. ↑  ”worldpostmarks.net”. Arkiverad från originalet den 2 januari 2015. https://web.archive.org/web/20150102101710/http://worldpostmarks.net/HTML%20Countries/china.htm. Läst 22 juli 2015.
2. ↑  ”Lingshi Weather and Climate”. Arkiverad från originalet den 4 maj 2019. https://web.archive.org/web/20190504102504/https://www.chinatouradvisors.com/China-Weather-and-climate/Lingshi. Läst 4 maj 2019.

- Wikimedia Commons har media som rör Lingshi.